# La morte di Lucretia
La morte di Lucretia est une cantate profane composée par le compositeur français de musique baroque Michel Pignolet de Montéclair en 1728.

## Historique
La forme musicale de la cantate fit officiellement son apparition en France en 1706 avec la parution du premier livre de Jean-Baptiste Morin (1677-1745), et connut un grand succès durant les trois premières décennies du XVIIIe siècle. Montéclair compte cependant parmi les précurseurs du genre avec Adieu de Tircis à Climeine, une scène avec récitatifs, air et duo publiée en 1695 par Robert Ballard.
Montéclair a composé vingt-quatre cantates, publiées en trois livres:
- le premier livre, vers 1709
- le deuxième livre, vers 1716
- le troisième livre, en 1728.

Dans ses deux premiers livres, Montéclair fut plus expérimental que ses contemporains.
La morte di Lucretia est la neuvième cantate du troisième livre. Le librettiste en est inconnu, contrairement à deux autres cantates du troisième livre dont le librettiste est connu (Dejan pour la cantate Les délices champêtres et Rousseau pour la cantate Sur un arbrisseau).

## Description
La cantate La morte di Lucretia est une cantate profane en langue italienne pour soprano, deux violons et basse continue (Cantata a voce sola con due violini e il basso) d'une durée d'environ 14 min 30 s.
L'influence italienne, qui se faisait fort sentir sur les cantates des livres I et II de Montéclair, principalement dans les récitatifs et dans les multiples pauses et passages tremolo pour cordes, est moins palpable dans le troisième livre où Montéclair adopte un style plus conservateur, sauf précisément dans La morte di Lucretia.
Comme La Mort de Didon (Livre I) et Pyrame et Thisbé (Livre II), la cantate décrit l'itinéraire douloureux de la passion amoureuse. 
Cette cantate conte l'histoire de Lucrèce, épouse du patricien romain Lucius Tarquinius Collatinus, qui se suicida après avoir été violée par Sextus Tarquin, fils du septième et dernier roi de Rome Tarquin le Superbe.

## Discographie
- Cantates (La Mort de Didon, Il dispetto in amore, Le Triomphe de l'Amour, Morte di Lucretia, Pyrame et Thisbé), par Les Arts florissants, dirigés par William Christie (enregistré en mars 1988, paru sur CD Harmonia Mundi HMC 901280 et réédité en 1998 dans la collection Harmonia Mundi Musique d'Abord sous la référence HMA 1901280)

Chanteurs :
- Agnès Mellon, soprano (La Mort de Didon) ;
- Monique Zanetti, soprano (Morte di Lucretia, Pyrame et Thisbé) ;
- Gérard Lesne, contre-ténor (Il dispetto in amore) ;
- Jean-Paul Fouchécourt, ténor (Le Triomphe de l'Amour, Pyrame et Thisbé) ;
- Jean-François Gardeil, basse (Pyrame et Thisbé).